# Bagna cauda

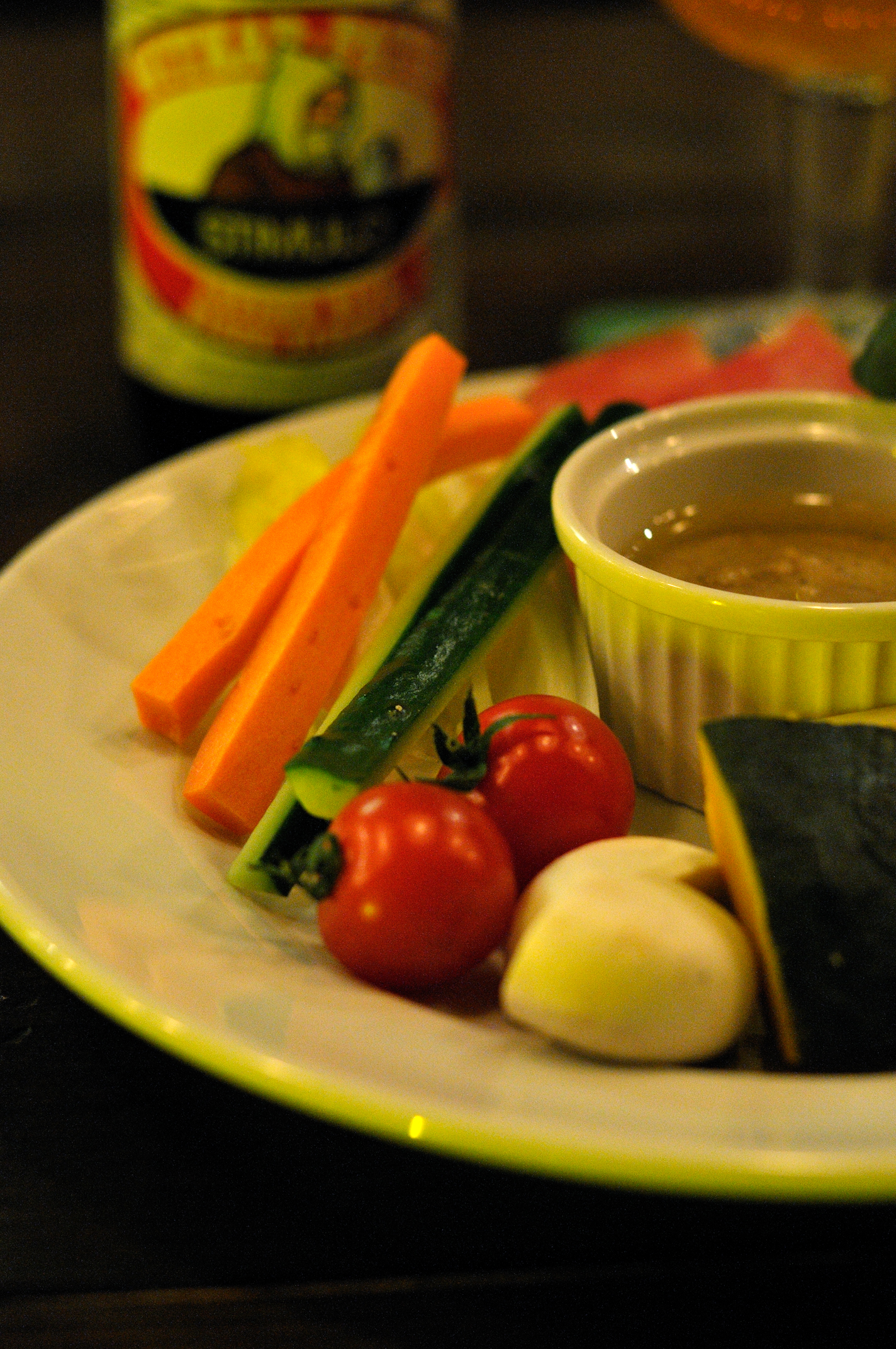
Bagna cauda als Dip

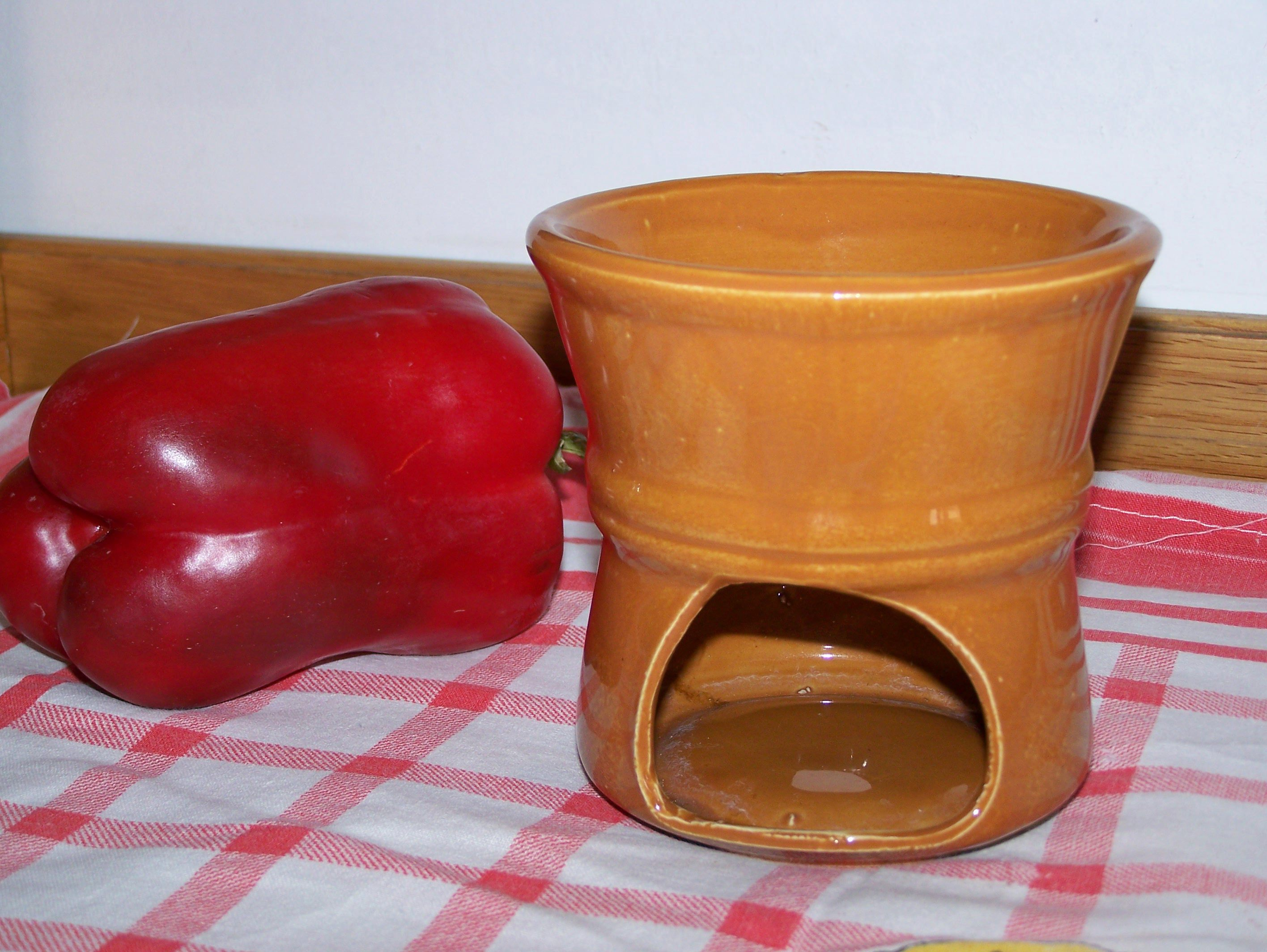
Ein Fojòt, der zum Heißhalten der Sauce dient

Bagna cauda oder Bagna caoda (Aussprache [ˌbaɲa ˈkɑʊ̯da]) (wörtlich „warmes Bad“) ist ein typisches Gericht aus dem Piemont, das sich auch in der Provence und um Nizza verbreitet hat. Dabei wird rohes und gekochtes Gemüse in eine warme Sauce aus Olivenöl, Sardellen und Knoblauch gestippt.
Als Gemüse werden zum Beispiel Möhren, Wirsing, Peperoni, Rübchenarten, Staudensellerie, Fenchel, Paprika, Frühlingszwiebeln, Radicchio, Chicorée, Topinambur und auch Champignons verwendet.
Für die Sauce, die während des Essens auf einem Fojòt, einer Art Rechaud aus glasierter Keramik, heiß gehalten wird, gibt es verschiedene Rezeptvariationen; zu den Grundzutaten wird, je nach Region, manchmal noch etwas Wein, andere Ölsorten oder Trüffel gegeben. Eine weitere Variante wird mit eingedickter Sahne, Sardellen, Knoblauch und Butter zubereitet. Bagna cauda wird sowohl als Vorspeise als auch als Hauptgericht serviert.